# 喀拉喀托火山
喀拉喀托火山是一个位于印度尼西亚巽他海峡中的火山臼。该火山臼由四座火山岛组成的，为火山岛群（喀拉喀托群岛）的一部分。其中两座火山岛被称为班让岛和塞尔通岛。另一座火山岛拉卡塔岛为1883年喀拉喀托火山爆发中唯一一座未完全摧毁的火山，也是原喀拉喀托岛的残存部分。最后一座火山岛喀拉喀托之子火山是于1927年产生的活火山，其亦被称呼为喀拉喀托火山。
喀拉喀托火山在历史上最著名的一次是1883年等级为VEI-6的大爆发，释放出250亿立方公尺的物质，远在毛里求斯岛都能够听到这次喷发的剧烈声响。这次喷发以及继发的海啸摧毁了数百个村庄和城市，五万多人死于非命，
同時造成全球進入4年的火山冬天。原有的喀拉喀托火山的三分之二在爆发中消失，新的火山活动自1927年又产生了一个不断成长的火山岛，名為喀拉喀托之子火山。
1927年，第四座島嶼喀拉喀托之子火山（或Anak Krakatoa）從1883年形成的火山口冒出。自20世紀末以來，又有新的噴發活動，其中一次大崩潰引起了2018年巽他海峡海啸。

## 1883年噴發
早在1883年噴發的前一年，火山附近的地震便開始頻繁起來。從1883年5月20日起，蒸氣在群島最北的佩爾博瓦坦島觀察到。但火山活動在5月底停止。
7月20日開始，火山開始噴發，噴發所造成的波動使得停泊中的船隻需以鐵鍊加以固定。8月11日更大的噴發發生，火山灰從至少7個孔冒出。8月24日噴發變得更頻繁。8月26日，火山進入了陣發期，每隔10分鐘可以聽到連續的爆發。
8月27日，該火山進入了最後劇烈變動的階段。在早上5:30、6:42、8:20及10:02分別發生了四起猛烈的噴發，其中最後一次是最大最響的。每一次噴發都伴隨著大海嘯，據相信超過了30公尺高。噴發是如此的猛烈，3,500公里外的澳大利亞與4,800公里外的羅德里格斯島都能聽到噴發的劇烈聲響。
小型的噴發一直持續到了10月。噴發過後，原來的火山島大部份消失，只剩原來的南部，並留下了一個250公尺深的破火山口。
大爆發所造成的火山碎屑流、火山灰與海嘯對該地區及全世界都造成了災難性的影響。距離火山13公里遠的塞貝西（Sebesi）島沒有任何生還者，3,000居民全部罹難。距火山40公里的蘇門答臘海岸村莊凱蒂姆邦，有約1,000人被火山碎屑流所殺死。荷蘭官方的統計數字為36,417人罹難，許多蘇門答臘與爪哇的定居點被毀。許多文件報告發現了人類屍體被沖上了東非海岸。喀拉喀托火山噴發所造成的海嘯在2004年南亞海嘯發生前是印度洋地區所造成死傷最慘重的海嘯。一些爪哇部份地區的人口自此沒有恢復，這些地區重新被叢林所占據，並成為乌戎库隆国家公园的一部份。在火山爆發後的一年中，北半球的夏季氣溫平均下降了0.4攝氏度。噴發後的4年全球異常寒冷，甚至在1887年至1888年冬季發生強烈的暴風雪，同時全球多處地方都有降雪紀錄。

## 后續情況

### 喀拉喀托之子火山
Anak Krakatau（"喀拉喀托之子火山"）是1927年6月才冒出海面的火山島。最初該島被海浪的力量所拍打削平，但最終火山的生長速度超過了海浪的侵蝕速度。1930年8月，喀拉喀托之子終於成為永久島嶼，自那以後一直是火山學家研究火山島形成的對象。自1950年代開始，該火山島以每星期約13公分的速率持續增高中。

### 政治
1883年10月2日，火山爆發五週後，一名荷蘭士兵在西冷小鎮買煙時，被一名留著鬍鬚、身穿白袍的男子連刺數刀。這名刺客最終未被抓獲，但六週後，一名穿著類似衣服的男子襲擊了駐地哨兵，指責荷蘭人為該地區帶來了天譴。審訊者指出，這名男子的「極端宗教狂熱」普遍存在，歷史學家認為，新興的穆斯林保守派和反殖民領袖（如阿卜杜勒·卡里姆·阿姆魯拉）利用這種狂熱煽動了1888年的萬丹農民起義，並以此來折磨因马格斯·哈弗拉尔事件及其後暴行曝光而不安的荷蘭人的良知。
這場爆炸是歷史上第一場影響全球、且成因已知的自然災害，這要歸功於跨洋通訊電纜的發明。溫徹斯特認為，這場災難標誌著一個全球意識時代的誕生。

## 生物學研究
這些島嶼已成為岛屿生物地理学和奠基種群研究的重要案例，這些生態系統是在幾乎被徹底清理的環境中從頭開始構建的。
在1883年災難發生之前，這些島嶼的研究和生物學調查很少——目前已知的生物標本只有兩處：一處是植物標本，另一處是貝殼標本。根據「發現號」(HMS Discovery, 1774年)的描述和繪圖，這些植物群似乎代表了典型的爪哇熱帶頂極森林。 1883年之前動物相幾乎不為人知，但很可能是該地區較小島嶼的典型特徵。

## 保護
喀拉喀托火山於1921年被宣佈為自然保護區，符合世界自然保護聯盟（IUCN）管理類別Ia（严格自然保护区）。 1980年，喀拉喀托火山連同其他幾個自然保護區一起被提議設立國家公園。 1991年，「烏戎庫隆國家公園和喀拉喀托自然保護區」被列入聯合國教科文組織世界遺產名錄，符合自然保護標準（vii）和（x）。乌戎库隆国家公园於1992年正式成立，喀拉喀托火山也包含在內。

## 圖片

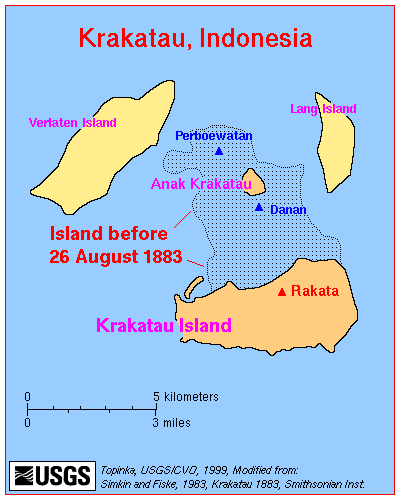
1883年噴發後地理上的變化

## 相關文化
- 吶喊 (繪畫)